# Silly-Tillard
Pour les articles homonymes, voir Silly et Tillard.
Silly-Tillard [siji tijaʁ] est une commune française située dans le département de l'Oise, en région Hauts-de-France.

## Géographie
Village picard situé à l'extrémité sud-est du pays de Bray.
Le territoire communal, de 11,4 km2, compte environ 20 % de bois.
| Hodenc-l'Évêque       |                       | Ponchon  |
| La Neuville-d'Aumont  | Silly-Tillard         | Noailles |
| Le Coudray-sur-Thelle | Laboissière-en-Thelle |          |

### Hameaux et écarts
La commune compte un hameau, à Tillard.

### Communes limitrophes
Silly-Tillard est voisine des communes de Hodenc-l'Évêque et de Noailles.

### Hydrographie

#### Réseau hydrographique
La commune est située dans le bassin Seine-Normandie. Elle est drainée par le Sillet et le ruisseau de la Fontaine aux Moines,,.

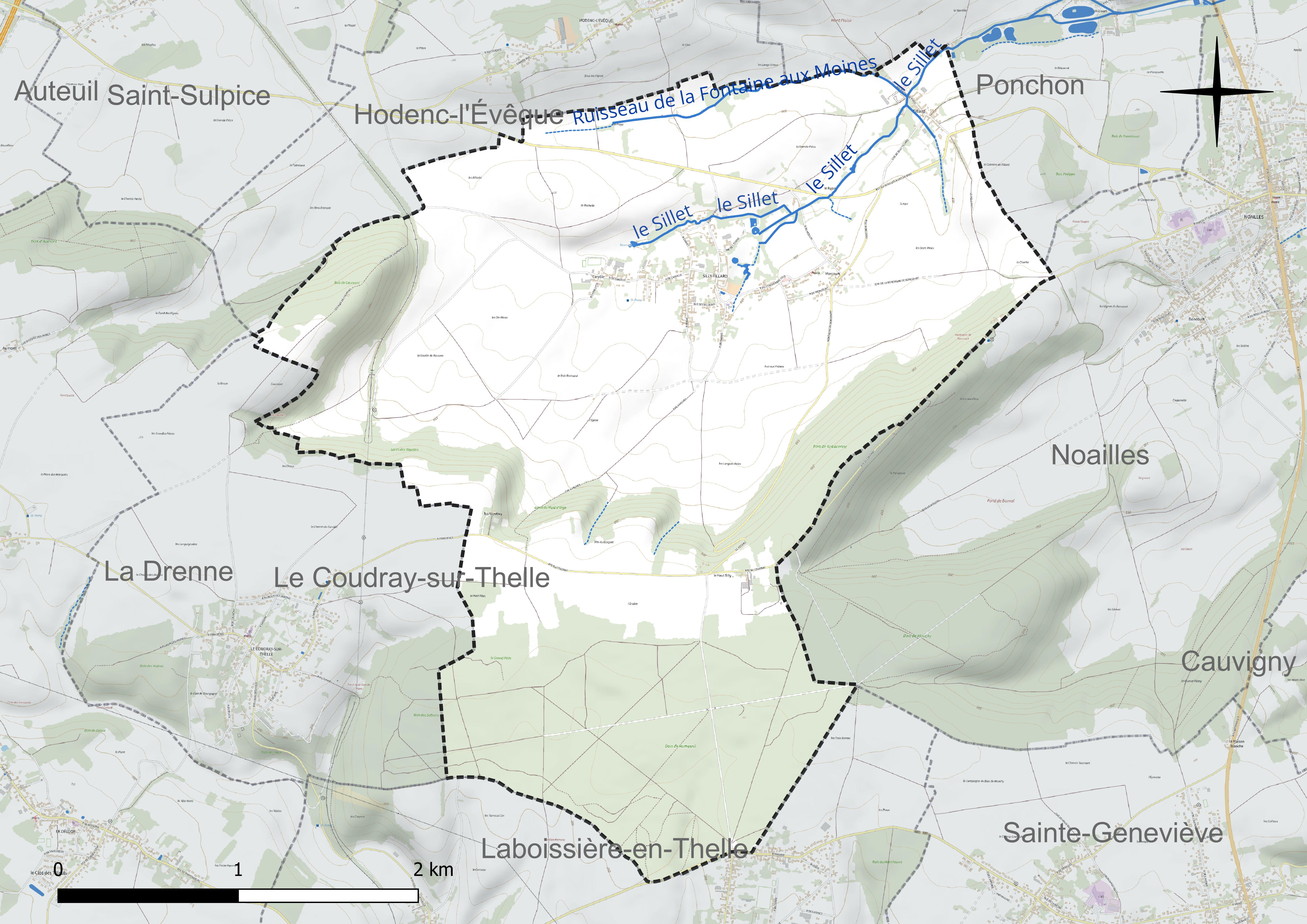
Réseau hydrographique de Silly-Tillard.

#### Gestion et qualité des eaux
Le territoire communal est couvert par le schéma d'aménagement et de gestion des eaux (SAGE) « Sensée ». Ce document de planification concerne un territoire de 1 219 km2 de superficie, délimité par le bassin versant du Thérain. Le périmètre a été arrêté le 27 janvier 2023 et le SAGE proprement dit est, en 2024, en cours d'élaboration. La structure porteuse de l'élaboration et de la mise en œuvre est le syndicat intercommunal de la Vallée du Thérain (SIVT). 
La qualité des cours d'eau peut être consultée sur un site dédié géré par les agences de l'eau et l'Agence française pour la biodiversité. 

### Climat
Pour des articles plus généraux, voir Climat des Hauts-de-France et Climat de l'Oise.
En 2010, le climat de la commune est de type climat océanique dégradé des plaines du Centre et du Nord, selon une étude du CNRS s'appuyant sur une série de données couvrant la période 1971-2000. En 2020, Météo-France publie une typologie des climats de la France métropolitaine dans laquelle la commune est exposée à un climat océanique et est dans la région climatique  Sud-ouest du bassin Parisien, caractérisée par une faible pluviométrie, notamment au printemps (120 à 150 mm) et un hiver froid (3,5 °C). 
Pour la période 1971-2000, la température annuelle moyenne est de 10,4 °C, avec une amplitude thermique annuelle de 14,5 °C. Le cumul annuel moyen de précipitations est de 734 mm, avec 10,9 jours de précipitations en janvier et 8,2 jours en juillet. Pour la période 1991-2020, la température moyenne annuelle observée sur la station météorologique la plus proche, située sur la commune de Tillé à 16 km à vol d'oiseau, est de 11,0 °C et le cumul annuel moyen de précipitations est de 655,5 mm,. Pour l'avenir, les paramètres climatiques de la commune estimés pour 2050 selon différents scénarios d'émission de gaz à effet de serre sont consultables sur un site dédié publié par Météo-France en novembre 2022.

## Urbanisme

### Typologie
Au 1er janvier 2024, Silly-Tillard est catégorisée commune rurale à habitat dispersé, selon la nouvelle grille communale de densité à sept niveaux définie par l'Insee en 2022.
Elle est située hors unité urbaine. Par ailleurs la commune fait partie de l'aire d'attraction de Paris, dont elle est une commune de la couronne,. 

### Occupation des sols
L'occupation des sols de la commune, telle qu'elle ressort de la base de données européenne d'occupation biophysique des sols Corine Land Cover (CLC), est marquée par l'importance des territoires agricoles (62,8 % en 2018), une proportion identique à celle de 1990 (62,8 %). La répartition détaillée en 2018 est la suivante : 
terres arables (49,6 %), forêts (34,6 %), zones agricoles hétérogènes (8,1 %), prairies (5,1 %), zones urbanisées (2,6 %). L'évolution de l'occupation des sols de la commune et de ses infrastructures peut être observée sur les différentes représentations cartographiques du territoire : la carte de Cassini (XVIIIe siècle), la carte d'état-major (1820-1866) et les cartes ou photos aériennes de l'IGN pour la période actuelle (1950 à aujourd'hui).

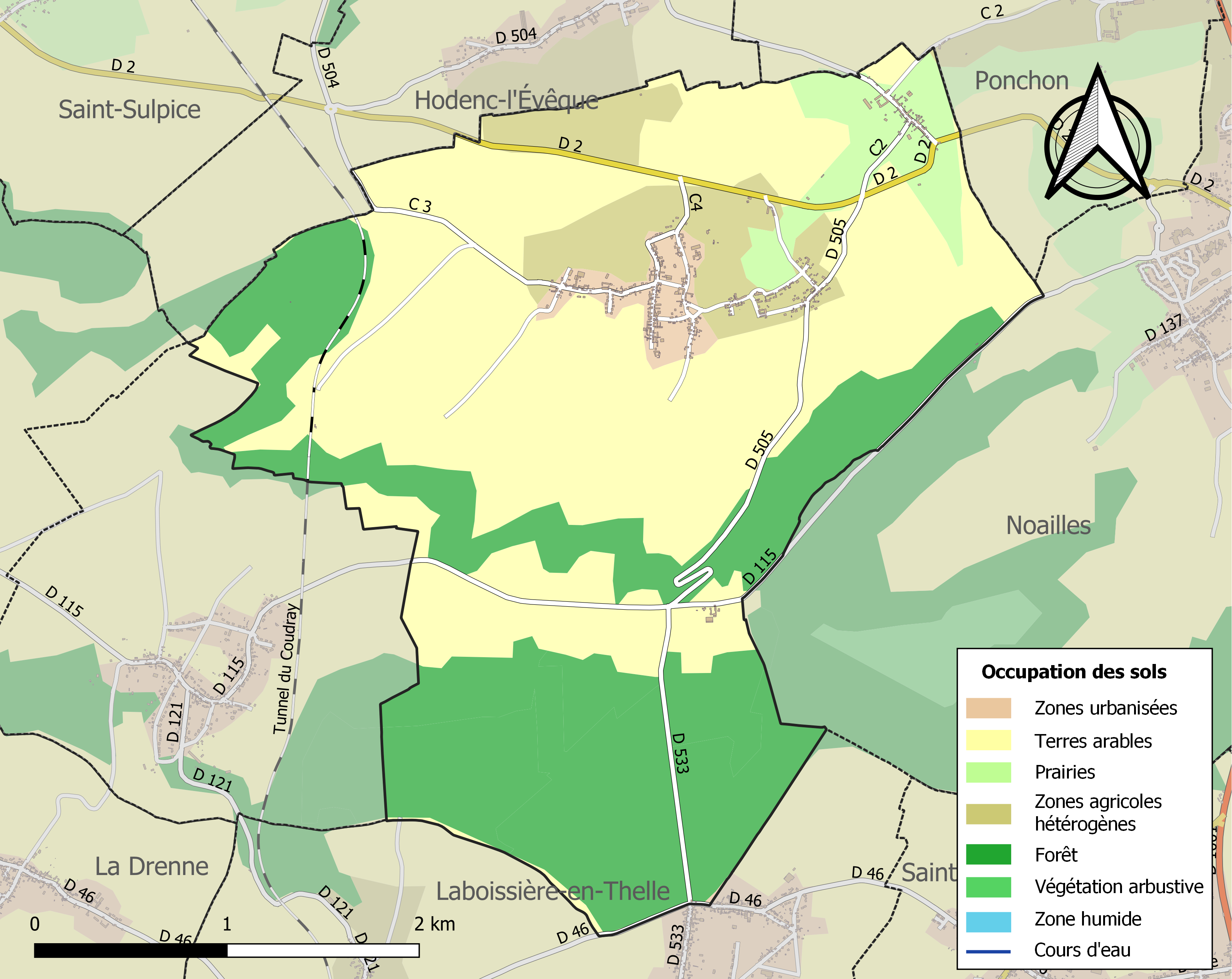
Carte des infrastructures et de l'occupation des sols de la commune en 2018 (CLC).

### Voies de communication et transports
La commune est desservie, en 2023, par les lignes 6101 et 6142 du réseau interurbain de l'Oise.

## Toponymie
Le nom de la localité est attesté sous les formes Silliacum (vers 1100) ; Silli (1157) ; Odo de Silliaco (vers 1209) ; Silly (1228) ; Sylliacum (1243) ; Cilly (vers 1250) ; Sciacus (1265) ; Sylly (1271) ; in molendino de Silli (1292) ; Scilly (1322) ; de Silliaco (1340) ; de Sylliaco (1340) ; le ville de Silli (1384) ; Silly lès Tillart (1475) ; Silly-Tillard (1914).

Sur le Sillet qui n'a pris ce nom que depuis qu'un Sylla latin a donné le sien à Silly où il prend naissance.
Tillard, un ancien hameau de la commune, est attesté sous les formes apud Tillart (1212) ; apud Tillaart (1227) ; apud Tillard (1227) ; apud Tyllard (1227) ; Tillardum (1240) ; Thillart (1322) ; ville seu hamello de tilliardo ; de Tilliardo (1338) ; de Tillardo (1340) ; ville de Tillart (1340) ; apud Tyllardum (1340) ; Tillart (XIVe) ; Tilliart (1460) ; Tillars (1480) ; Thilliar (1545) ; Thillard (1570) ; Tillard (1669).

Le tilleul, en latin tilia ou tilium, a fixé le toponyme de Tillard. Lieu où pousse le tilleul. A noter le suffixe péjoratif -art pour « un vilain tilleul ».

## Histoire
Ancien site gallo-romain proche de Hodenc-l'Evêque et de Noailles, dont on a découvert de nombreux sarcophages dans le cimetière de la commune.
Le village a dépendu du duché de Mouchy. Philippe de Noailles, premier duc de Mouchy, donna des terres en 1764 pour construire la route qui devint la RN 1  reliant Paris à Beauvais, à condition que le village traversé s'appelle Noailles, nom qui était son patronyme.
Le château fort, alors qualifié de « forteresse considérable » fut pris et détruit par  en 1589 par les ligueurs de Beauvais, sous la direction du sieur de Brouilly. Le village fut pillé et incendié. Sur les ruines du château fut ultérieurement construit un manoir seigneurial.
La commune de Silly, instituée lors de la Révolution française, absorbe en 1826 celle de Tillard et devient Silly-Tillard.
En 1934, le village comptait quatre épiceries. Son activité économique comprenait alors un four à chaux et des ateliers de tabletterie.

## Politique et administration

### Rattachements administratifs et électoraux
La commune se trouve dans l'arrondissement de Beauvais du département de l'Oise. Pour l'élection des députés, elle fait partie de la deuxième circonscription de l'Oise.
Elle fait partie depuis 1801 du canton de Noailles. Dans le cadre du redécoupage cantonal de 2014 en France, la commune est intégrée au canton de Chaumont-en-Vexin

### Intercommunalité
La commune a adhéré en 2000 à la communauté de communes du pays de Thelle (CCPT).
Dans le cadre des dispositions de la loi portant nouvelle organisation territoriale de la République (Loi NOTRe) du 7 août 2015, qui prévoit que les établissements publics de coopération intercommunale (EPCI) à fiscalité propre doivent avoir un minimum de 15 000 habitants, le préfet de l'Oise a publié en octobre 2015 un projet de nouveau schéma départemental de coopération intercommunale, qui prévoit la fusion de plusieurs intercommunalités, et en particulier  de la communauté de communes du Pays de Thelle et de la communauté de communes la Ruraloise, formant ainsi une intercommunalité de 42 communes et de 59 626 habitants,.
La nouvelle intercommunalité, dont est membre la commune et dénommée provisoirement communauté de communes du Pays de Thelle et Ruraloise, est créée par un arrêté préfectoral du 30 novembre 2016 qui a pris effet le 1er janvier 2017.

### Liste des maires

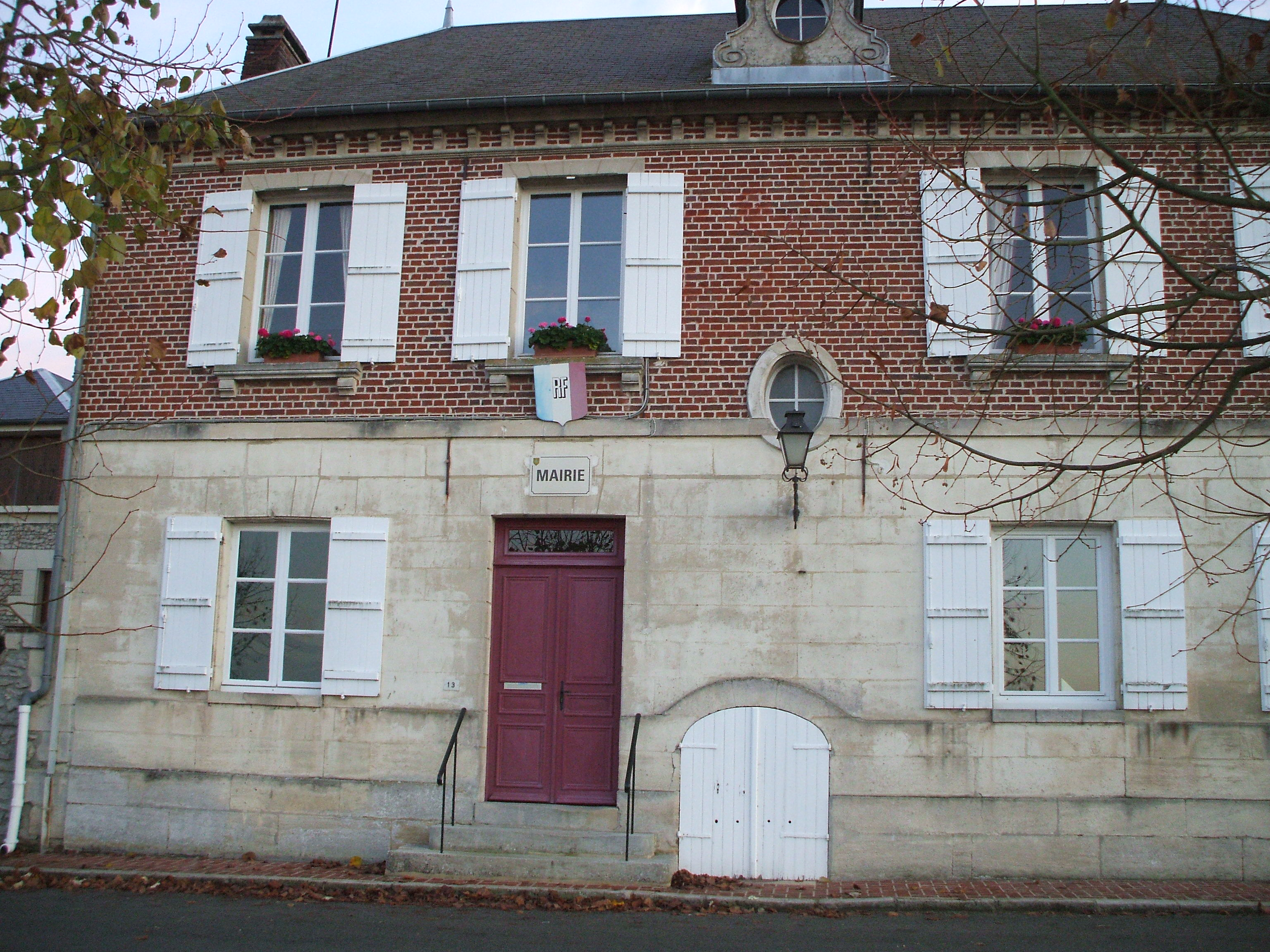
La mairie.

| Période                                  | Période                       | Identité       | Étiquette | Qualité                         |
| ---------------------------------------- | ----------------------------- | -------------- | --------- | ------------------------------- |
| Les données manquantes sont à compléter. |                               |                |           |                                 |
| mars 2001                                | En cours (au 10 février 2017) | Jean Vertadier | SE        | Réélu pour le mandat 2014-2020, |

## Population et société

### Démographie

#### Évolution démographique
L'évolution du nombre d'habitants est connue à travers les recensements de la population effectués dans la commune depuis 1793. Pour les communes de moins de 10 000 habitants, une enquête de recensement portant sur toute la population est réalisée tous les cinq ans, les populations de référence des années intermédiaires étant quant à elles estimées par interpolation ou extrapolation. Pour la commune, le premier recensement exhaustif entrant dans le cadre du nouveau dispositif a été réalisé en 2005.

En 2022, la commune comptait 452 habitants, en évolution de +2,26 % par rapport à 2016 (Oise : +0,87 %, France hors Mayotte : +2,11 %).
| 1793 | 1800 | 1806 | 1821 | 1831 | 1836 | 1841 | 1846 | 1851 |
| ---- | ---- | ---- | ---- | ---- | ---- | ---- | ---- | ---- |
| 354  | 368  | 375  | 409  | 476  | 522  | 525  | 525  | 544  |

| 1856 | 1861 | 1866 | 1872 | 1876 | 1881 | 1886 | 1891 | 1896 |
| ---- | ---- | ---- | ---- | ---- | ---- | ---- | ---- | ---- |
| 552  | 560  | 543  | 506  | 530  | 542  | 512  | 455  | 490  |

| 1901 | 1906 | 1911 | 1921 | 1926 | 1931 | 1936 | 1946 | 1954 |
| ---- | ---- | ---- | ---- | ---- | ---- | ---- | ---- | ---- |
| 408  | 410  | 401  | 354  | 357  | 343  | 295  | 299  | 306  |

| 1962 | 1968 | 1975 | 1982 | 1990 | 1999 | 2005 | 2006 | 2010 |
| ---- | ---- | ---- | ---- | ---- | ---- | ---- | ---- | ---- |
| 302  | 299  | 321  | 371  | 386  | 402  | 446  | 460  | 484  |

| 2015 | 2020 | 2022 | - | - | - | - | - | - |
| ---- | ---- | ---- | - | - | - | - | - | - |
| 439  | 455  | 452  | - | - | - | - | - | - |

#### Pyramide des âges
En 2018, le taux de personnes d'un âge inférieur à 30 ans s'élève à 28,6 %, soit en dessous de la moyenne départementale (37,3 %). À l'inverse, le taux de personnes d'âge supérieur à 60 ans est de 30,3 % la même année, alors qu'il est de 22,8 % au niveau départemental.
En 2018, la commune comptait 224 hommes pour 221 femmes, soit un taux de 50,34 % d'hommes, légèrement supérieur au taux départemental (48,89 %).
Les pyramides des âges de la commune et du département s'établissent comme suit.
| Hommes | Classe d’âge | Femmes |
| ------ | ------------ | ------ |
| 0,0    | 90 ou +      | 2,2    |
| 9,6    | 75-89 ans    | 6,2    |
| 22,3   | 60-74 ans    | 20,4   |
| 24,0   | 45-59 ans    | 23,0   |
| 18,3   | 30-44 ans    | 16,8   |
| 11,4   | 15-29 ans    | 15,5   |
| 14,4   | 0-14 ans     | 15,9   |

| Hommes | Classe d’âge | Femmes |
| ------ | ------------ | ------ |
| 0,5    | 90 ou +      | 1,4    |
| 5,5    | 75-89 ans    | 7,6    |
| 15,6   | 60-74 ans    | 16,3   |
| 20,8   | 45-59 ans    | 20     |
| 19,4   | 30-44 ans    | 19,4   |
| 17,6   | 15-29 ans    | 16,2   |
| 20,6   | 0-14 ans     | 19,1   |

### Enseignement
En 2016, les enfants de la commune sont scolarisés dans un regroupement pédagogique intercommunal regroupant Silly-Tillard, qui dispose d'une école de deux classes au village, et Hodenc-l'Évêque. Cette école devrait accueillir les 13 élèves de Hodenc-l'Évêque à la rentrée 2016-2017, malgré l'opposition des parents concernés.
Afin de regrouper les deux classes, la municipalité construit en 2015 les locaux de la nouvelle école maternelle, jouxtant l'école primaire.

## Économie
Le village n'a plus de commerces de proximité, mais compte en 2016 quelques artisans (un saurisseur de truites et volailles, un couvreur, un plombier, un centre équestre, un ball-trap et un chenil).

## Culture locale et patrimoine

### Lieux et monuments

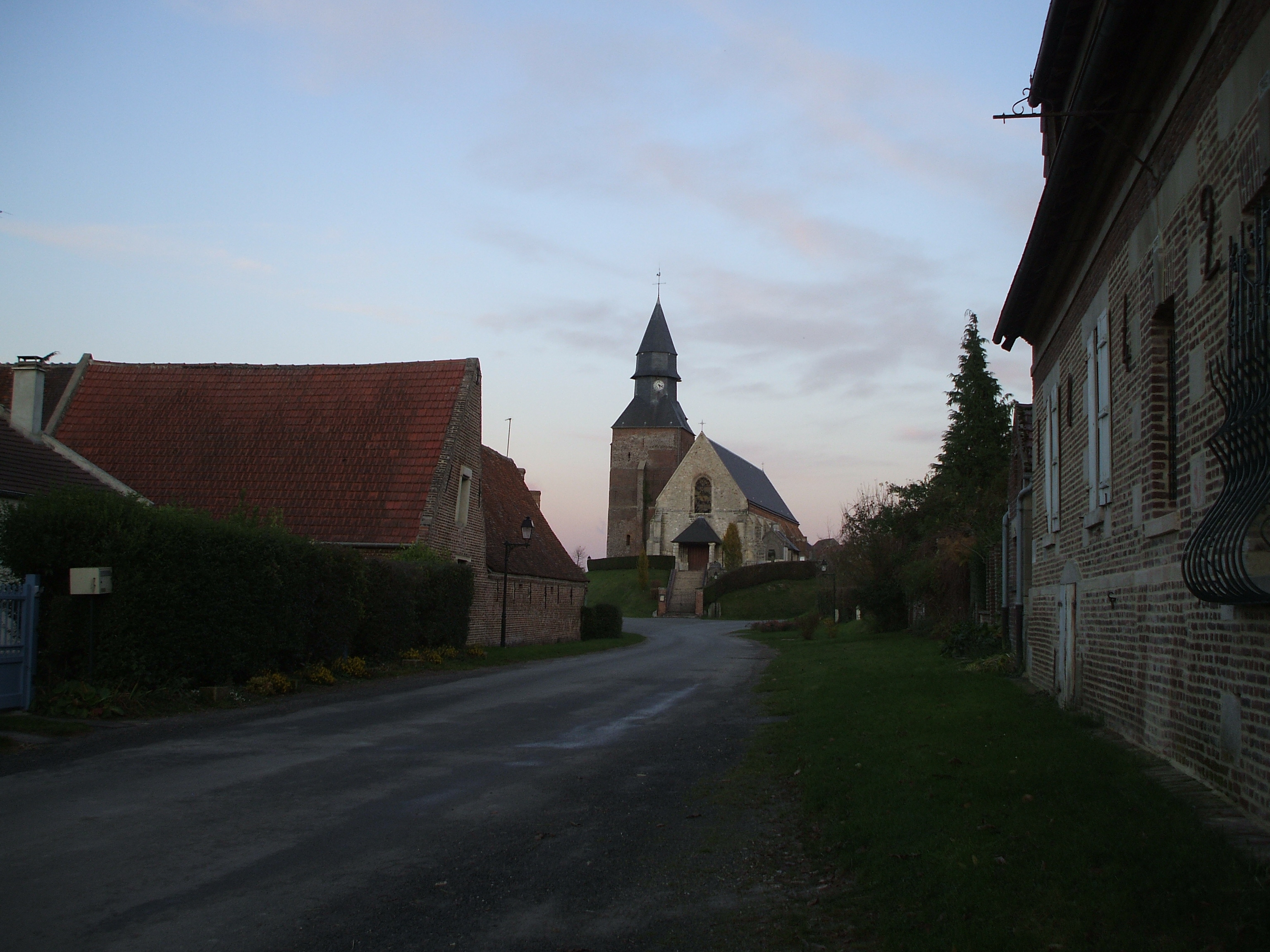
Église.

L'église Saint-Martin de Silly, datant des XIIIe et XVIe siècles et inscrite aux monuments historiques, a subi un grave incendie le 15 novembre 1995 et a été restaurée de la manière la plus fidèle possible
.
Le hameau de Tillard, implanté sur l'ancienne route de Paris, compte un riche patrimoine architectural le long de sa rue principale : 
- maisons du XVe siècle au XVIIIe siècle en pan de bois ;
- une magnifique chapelle, dite « chantrerie » du XIVe siècle dédiée à saint Blaise, de la fin du gothique flamboyant[36],[37],[38]. Des concerts y sont parfois donnés[39] ;
- ancien manoir et ferme en brique et pierre à proximité du « Tillet »[1].

### Héraldique
|  | Les armes de la commune se blasonnent ainsi : D'or à la croix ancrée d'azur accompagnée de trois maillets renversés de sable. |